# Euchlaena abnormalis
Euchlaena abnormalis är en fjärilsart som beskrevs av George Duryea Hulst 1901. Euchlaena abnormalis ingår i släktet Euchlaena och familjen mätare. Inga underarter finns listade i Catalogue of Life.